# Aharon Zisling
Aharon Zisling (hebr.: אהרון ציזלינג, ur. 26 lutego 1901 w Mińsku, zm. 16 stycznia 1964) – izraelski polityk, w latach 1948–1949 minister rolnictwa, latach 1949–1955 poseł do Knesetu. Sygnatariusz Deklaracji niepodległości Izraela.

## Życiorys
Urodził się 26 lutego 1901 w Mińsku. W 1904 wyemigrował do Palestyny.
Był jednym z sygnatariuszy ogłoszonej 14 maja 1948 Deklaracji niepodległości Izraela. 14 maja 1948 został ministrem rolnictwa w tymczasowym rządzie Dawida Ben Guriona. Sprawował funkcję do 10 marca 1949, a jego następcą został Dow Josef.
W wyborach parlamentarnych w 1949 po raz pierwszy dostał się do izraelskiego parlamentu. Zasiadał w Knesetach I i II kadencji.
Zmarł 16 stycznia 1964.